# Јохана Шпири
Јохана Шпири (Хирцел, 12. јун 1827 — Цирих, 7. јул 1901) била је швајцарска књижевница, ауторка романа за децу Хајди.

## Биографија
Рођена као Јохана Луиз Хојзер, она је, као мала, неколико лета провела у граду Хуру (Кантон Граубинден), место које је касније користила у својим књигама.
Године 1852. Јохана Хојзер се удала за Бернарда Шпирија, адвоката по струци. За време боравка у Цириху, почела је да пише о животу у земљи. Њена прва књига, „A Note on Vrony's Grave“, која се бави животом жене и породичним насиљем, објављена је 1880. године. Следеће године објављене су приче за одрасле и децу, међу којима је био и роман „Хајди“, који је написала за само четири недеље. „Хајди“ је прича о сиротој девојчици која живи са дедом у швајцарским Алпима и позната је по живописним пејзажима швајцарских Алпа.
Њен муж и син јединац, по имену Бернард, умрли су обојица 1884. године. Како је остала сама, посветила се писању у добротворне сврхе и написала више од 50 прича пре своје смрти, 1901. године.
У априлу 2010. године, професор, тражећи илустрације деце, нашао је књигу из 1830. године написану од стране немачког професора историје, Хермана Адама фон Кампа, коју је Шпири можда користила као основу за своју књигу Хајди. Ове две приче деле многе сличности у погледу радње и сликовитости. Шпирин биограф, Реџин Шиндлер, рекао је да је вероватно Шпири била упозната са причом пошто је одрастала у породици учених родитеља, који су имали позамашну библиотеку.

## Галерија
- Јохана са мајком и млађом сестром Метом
- Јохана и Бернард 1852. године
- Јохана Шпири
- Јохана са сином Бернардом
- Шпири 1890. године
- Бернард Шпири
- Гроб Јохане Шпири